# Feldioara
Feldioara (in ungherese Földvár, in tedesco Marienburg) è un comune della Romania di 6858 abitanti, ubicato nel distretto di Brașov, nella regione storica della Transilvania. Il comune è formato dall'unione di 3 villaggi: Colonia Reconstrucția, Feldioara, Rotbav. Il nome della località proviene dal vocabolo ungherese Földvár, che significa "fortezza d'argilla".

## Storia della fortezza
Per molto tempo si è ritenuto che la fortezza medievale di Feldioara fosse stata costruita dai Cavalieri Teutonici, tuttavia studi più recenti hanno scoperto un documento del 1439 che attesta che la fortezza fu costruita dalle popolazioni locali, con un grande sforzo economico e fisico, per proteggere le proprie famiglie ed i propri averi. La fortezza resistette all'invasione turca del 1421, ma venne gravemente danneggiata durante la seconda invasione del 1432 e la ricostruzione venne completata soltanto nel 1457.
Durante le lotte del 1612 tra le truppe di Brașov e il principe ungherese Gabriel Báthory, quest'ultimo conquistò la fortezza ma dovette subirvi un assedio di tre giorni; la battaglia finale ebbe luogo il 16 settembre 1612 e finì con la vittoria da parte degli ungheresi. Dopo questi fatti, la fortezza venne usata a lungo quale granaio finché, nel 1838, un forte terremoto la distrusse in gran parte. Abbandonata definitivamente, ne rimangono soltanto le rovine.